# ローラン・クレーク

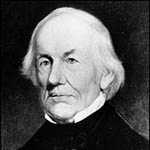
ローラン・クレーク

ローラン・クレーク（Laurent Clerc, 1785年12月26日 - 1869年7月18日 ハートフォード、コネチカット州）は聾教育者。
フランスのリヨン近くの村に生まれた。幼い頃、炉辺に座っていたところ、誤って椅子から落ち、上半身に大きなやけどを負ったため、聴力を失ったとされている。19世紀初頭にパリの国立聾唖学校を優秀な成績で卒業した後、教壇に立ったが、当時教育の研修にきていたアメリカ人のトーマス・ホプキンス・ギャローデットに請われて渡米し、アメリカで聾教育の発展に尽力した。最初の卒業生の一人、エリザ・ボートマンと結婚。アメリカでは聾の子どもたちを指導した初めての聾教師として尊敬されている。伸ばした2本指を頬に数回なで下ろす、クレークのサイン・ネームは、やけどの痕に由来している。